# Julia Vaquero
Julia Vaquero Sousa (n. Chamonix, 18 de septiembre de 1970) es una atleta española, ya retirada, especializada en pruebas de larga distancia y campo a través. Tuvo el récord de España de 5000 m desde 1996 hasta 2024, con una marca de 14:44:95.

## Biografía
Nacida en Francia, a los dos meses de edad se quedó en su casa familiar de La Guardia (Pontevedra) en Galicia. Practicó la larga distancia y el campo a través y fue precisamente en esta última disciplina en la que Julia obtuvo sus mejores resultados, ganando en dos ocasiones la medalla de plata individual (Europeos de Cross de 1994 y 1996) y en una ocasión la medalla de bronce por equipos, representando a España en el Europeo de Cross de 1997.

## Mejores marcas
- 800 m - 2:09,74 (1 de enero de 1989)
- 1.500 m - 4:17,37 (Segovia, 30 de mayo de 1992)
- 3.000 m - 8:41,23 (Niza, 10 de julio de 1996)
- 5.000 m - 14:44,95 (Oslo, 5 de julio de 1996)
- 10.000 m - 31:14,51 (Baracaldo, 5 de abril de 1997)
- Media Maratón - 1:10:33 (Úlster,27 de septiembre de 1998)[2]

## Palmarés
- 9.º puesto en la final de 10.000 m lisos en los XXVI Juegos Olímpicos de Atlanta 1996.
- 2.º puesto en las finales individuales sénior absolutas de los Campeonatos Europeos de Cross de 1994 y de 1996.[3]
- 3.º puesto en la final por equipos del Campeonato Europeo de Cross de 1997.[3]
- 4.º puesto en Mundial de Campo a Través de Turín 1997